# Ryszard Nowiński
Ryszard Nowiński (ur. 1950) – polski hokeista.
Zawodnik grający na pozycji napastnika. Reprezentował barwy Łódzkiego Klubu Sportowego oraz kadry narodowej.
Uczestnik m.in. mistrzostw świata w 1976, rozgrywanych w katowickim Spodku. W uznawanym za jedno z największych osiągnięć polskiego hokeja meczu z ZSRR, strzelił jedną z bramek.